# 9-1-1 (série télévisée)
Pour les articles homonymes, voir 911 (homonymie).
9-1-1: Lone Star
9-1-1: Nashville
9-1-1 est une série télévisée américaine créée par Ryan Murphy, Brad Falchuk et Tim Minear et diffusée entre le 3 janvier 2018 et le 15 mai 2023 sur le réseau Fox, puis sur le réseau ABC depuis le 14 mars 2024, et au Canada depuis le 24 janvier 2018 sur le réseau Global.
En Suisse, la série est diffusée depuis le 8 juillet 2018 sur RTS Un. En France, elle est diffusée dans les régions d'Outre-mer depuis le 10 septembre 2018 sur La Première et en métropole depuis le 28 mars 2019 sur M6. Au Québec, elle est diffusée depuis le 24 septembre 2018 sur Moi & Cie Télé puis en clair à partir de septembre 2020 sur le réseau TVA et en Belgique depuis le 20 janvier 2019 sur RTL-TVI.
La série est également disponible sur Star, accessible via le service Disney+.
Il s'agit de la première série de la franchise 9-1-1 de Ryan Murphy, Brad Falchuk et Tim Minear. Elle est suivie de 9-1-1: Lone Star en 2020 et de 9-1-1: Nashville en 2025.

## Synopsis
À Los Angeles, le numéro d'appel d'urgence 911 est sollicité plusieurs fois par jour. En plus des standardistes, plusieurs corps de métier sont liés : les pompiers, les policiers et les secouristes paramédic. Tous sont constamment mis sous pression et confrontés chaque jour à des situations inédites. Tout en étant au secours des personnes en danger, ils doivent également gérer leurs problèmes personnels.

## Distribution

### Acteurs principaux
- Angela Bassett (VF : Maïk Darah) : Sergent Athena Grant
- Oliver Stark (VF : Franck Lorrain)[12] : Evan « Buck » Buckley
- Aisha Hinds (VF : Laura Zichy) : Henrietta « Hen » Wilson
- Kenneth Choi (VF : Marc Perez) : Howard « Chimney » Han
- Jennifer Love Hewitt (VF : Sophie Arthuys) : Maddie Buckley Han, sœur de Evan Buckley et femme de Chimney Han (depuis la saison 2)
- Ryan Guzman (VF : Pascal Nowak) : Edmundo « Eddie » Diaz (depuis la saison 2)
- Corinne Massiah (VF : Cécile Gatto) : May Grant, fille d'Athena (saisons 2 à 6, depuis la saison 9, récurrente saisons 1 et 8, invitée saison 7)
- Elijah M. Cooper (VF : Jonathan Gimbord) : Harry Grant, fils d'Athena  (depuis la saison 9, récurrent saisons 7 et 8)
- Gavin McHugh (VF : Gwenaelle Jegou [saisons 2 à 7], Tom Trouffier [à partir de la saison 8]) : Christopher Diaz, fils d'Eddie (depuis la saison 3, récurrent saison 2)

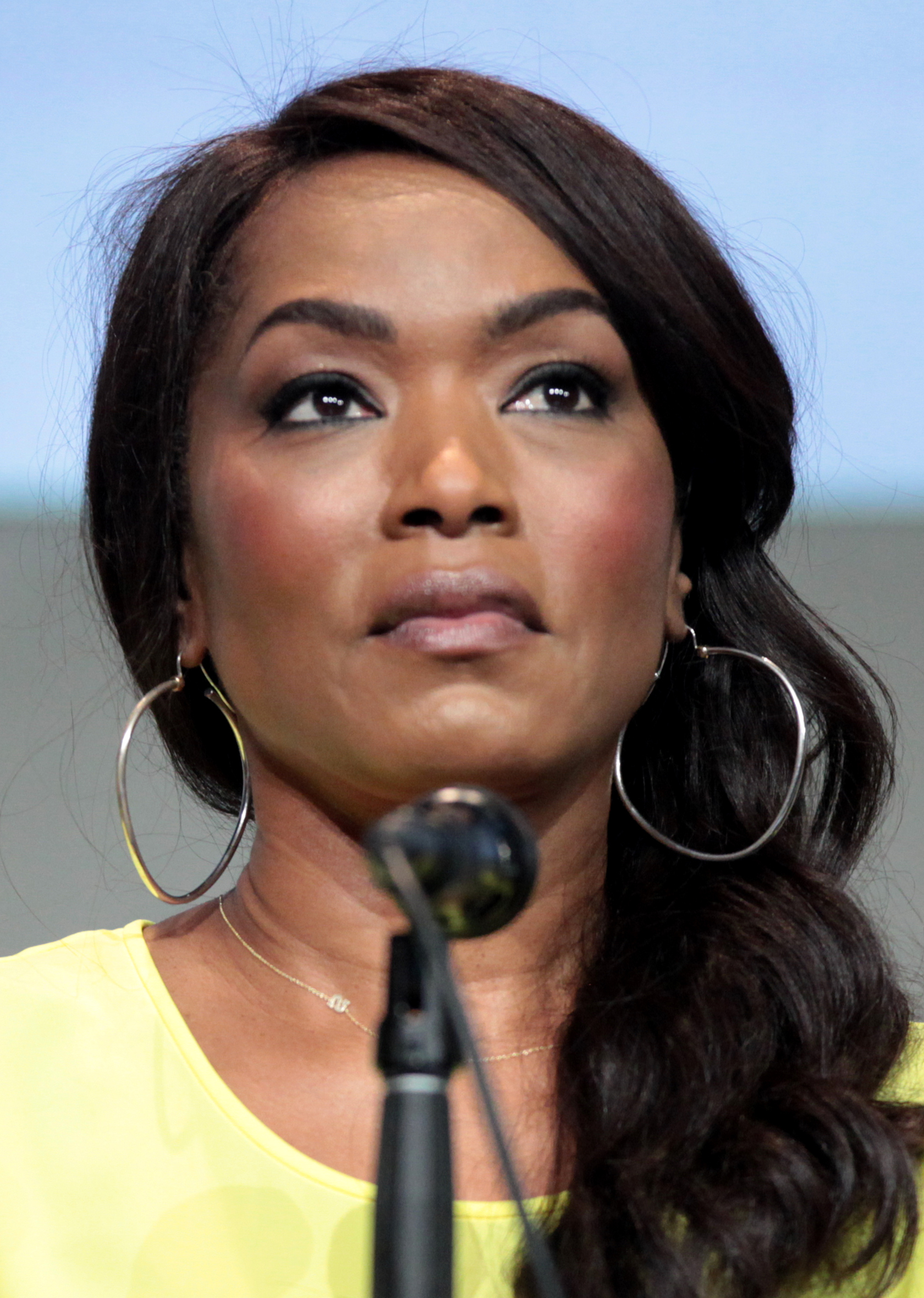
Angela Bassett interprète Athena Grant
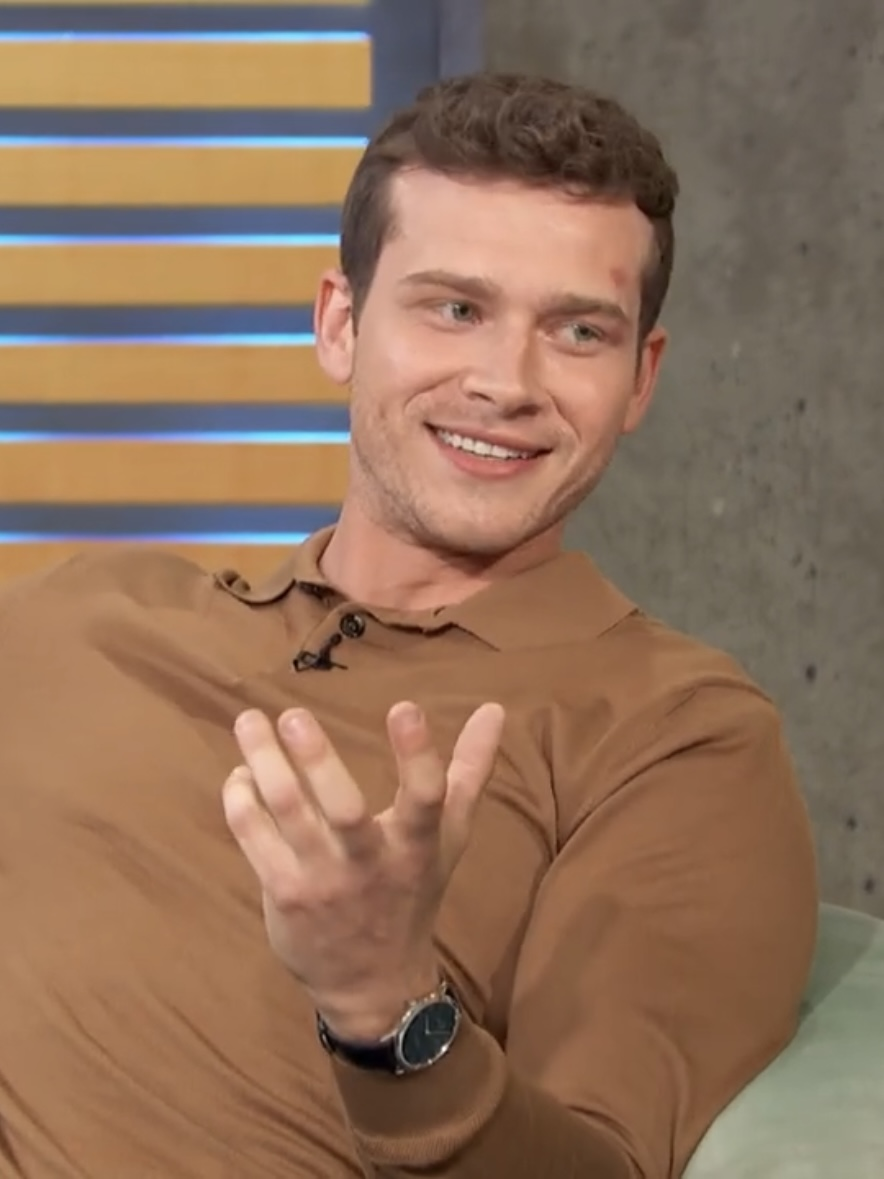
Oliver Stark interprète Evan Buckley
Aisha Hinds interprète Henrietta « Hen » Wilson
Kenneth Choi interprète Howard « Chimney » Han
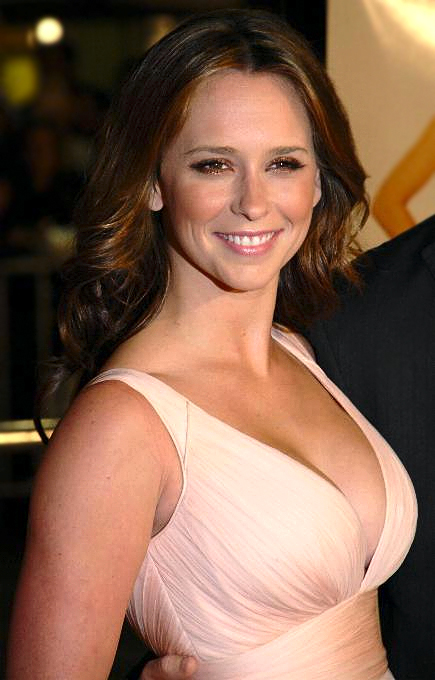
Jennifer Love Hewitt interprète Maddie Buckley
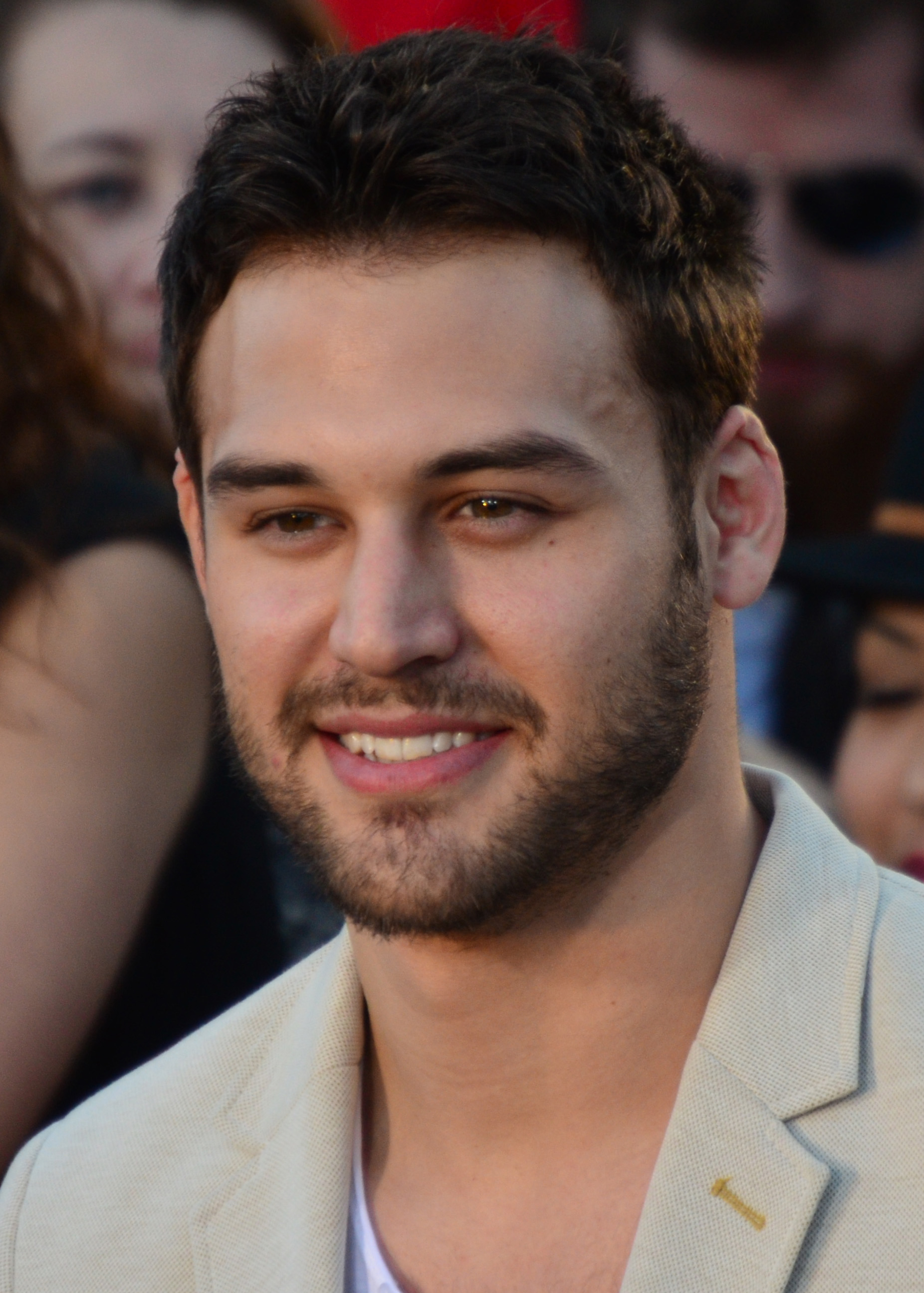
Ryan Guzman interprète Eddie Diaz

#### Anciens acteurs principaux
- Connie Britton (VF : Emmanuèle Bondeville) : Abigail « Abby » Clarke (saison 1, invitée saison 3)
- John Harlan Kim (VF : Rémi Caillebot) : Albert Han (saison 4, récurrent saison 5, invité saisons 3 et 6)
- Rockmond Dunbar (VF : Gilles Morvan) : Michael Grant, ex-mari d'Athena et père de May et Harry (saisons 1 à 5)
- Marcanthonee Jon Reis (VF : Gwenaëlle Julien) : Harry Grant, fils d'Athena (saisons 1 à 5)
- Peter Krause (VF : Guillaume Orsat) : Capitaine Robert « Bobby » Nash, chef des pompiers (saisons 1 à 8)

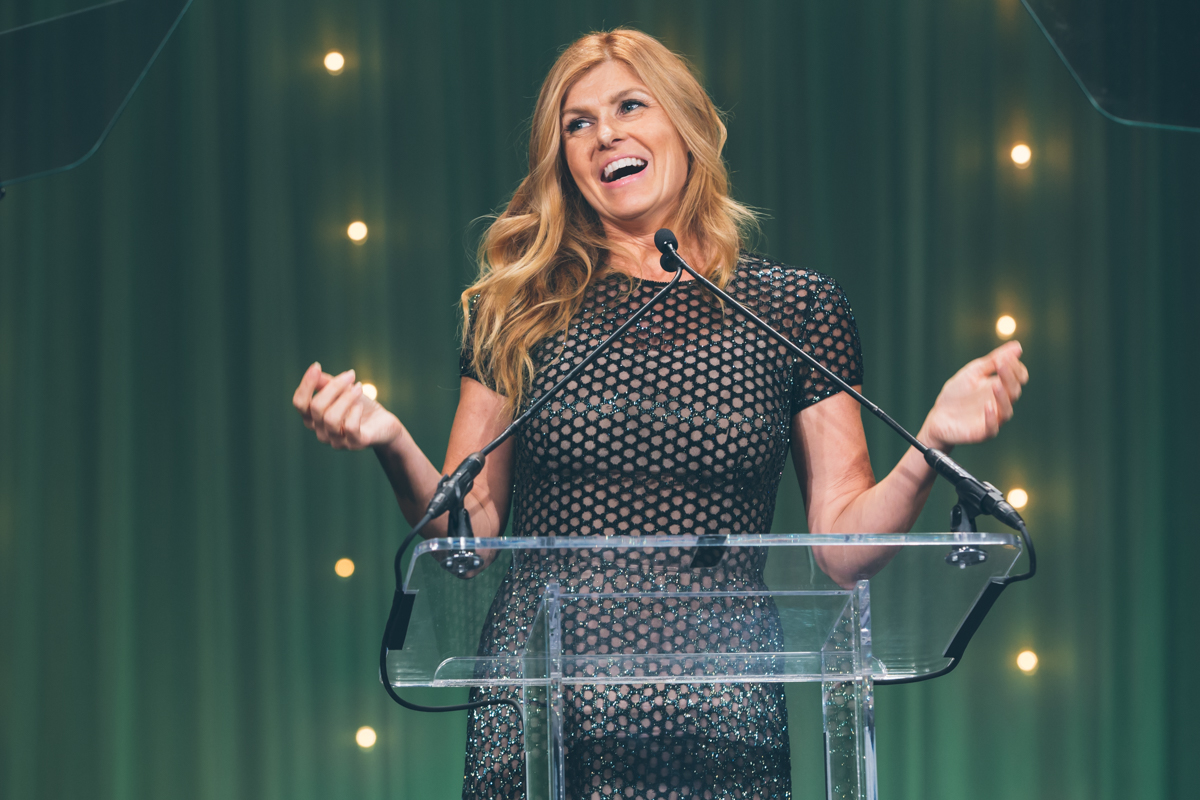
Connie Britton dans le rôle d'Abby Clarke
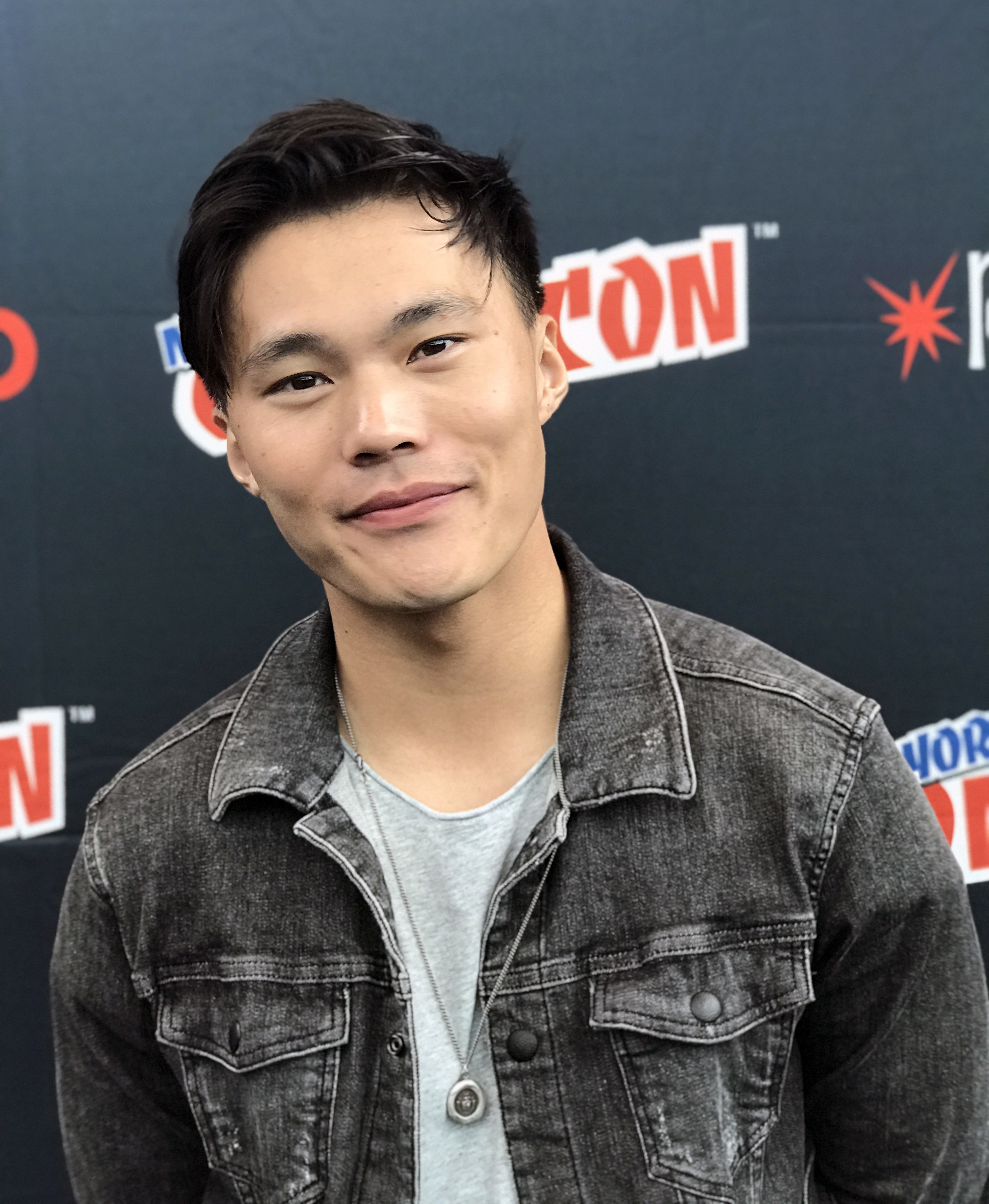
John Harlan Kim interprète Albert Han
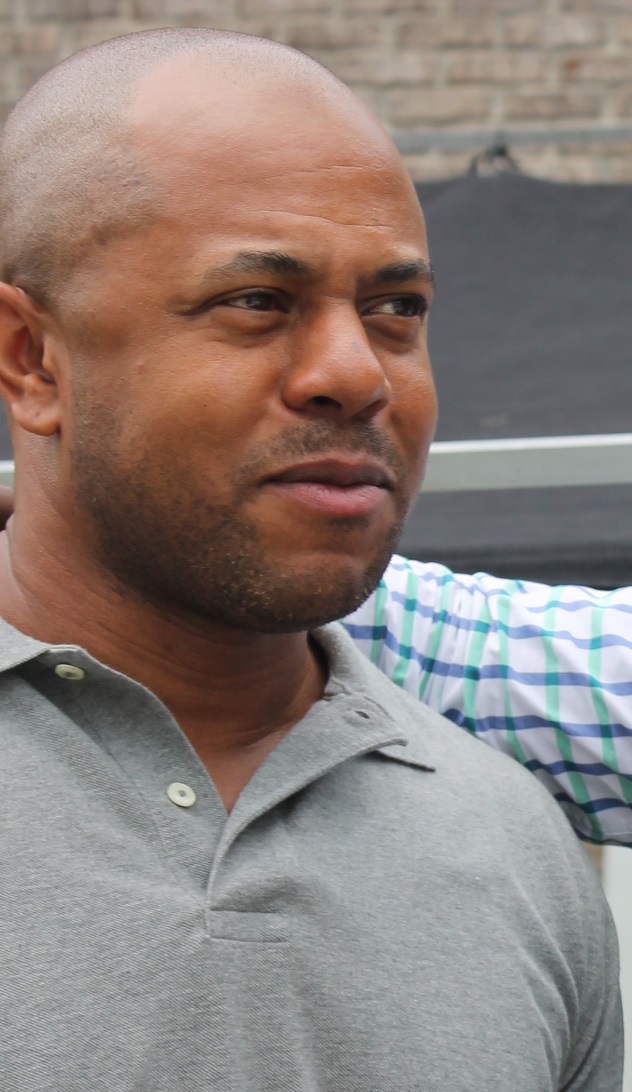
Rockmond Dunbar interprète Michael Grant
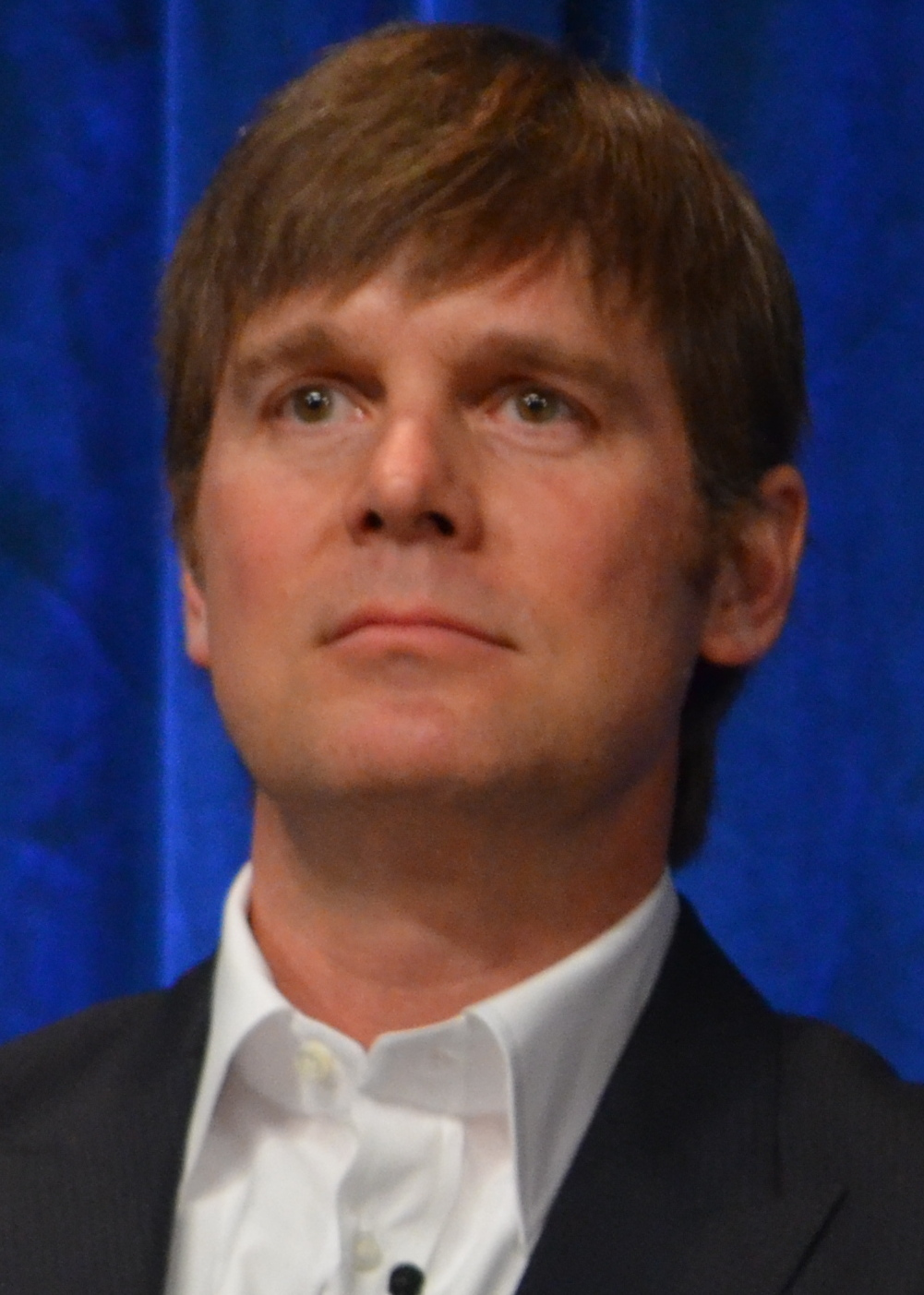
Peter Krause interprète Bobby Nash

### Acteurs récurrents
- Tracie Thoms (VF : Ilana Castro) : Karen Wilson
- Declan Pratt (VF : Cécile Gatto) : Denny Wilson (depuis la saison 2, invité saison 1)
- Claudia Christian (VF : Dominique Lelong) : Elaine Maynard (saisons 3 et 5 et depuis la saison 8, invitée saisons 1, 2, 4, 6 et 7)
- Bryan Safi (VF : Sébastien Ossard) : Josh Russo (depuis la saison 2)
- Lou Ferrigno, Jr. (VF : Tanguy Goasdoué) : Tommy Kinard (saison 2 et depuis la saison 7)
- Brian Thompson (VF : Jean-Bernard Guillard) : Capitaine Vincent Gerrard (depuis la saison 7, invité saisons 2 et 4)
- Anirudh Pisharody (VF : Nicolas Pluyaud) : Ravi Panikkar (depuis la saison 4)
- Askyler Bell (VF : Lucille Boudonnat) : Mara Driskell (depuis la saison 7)
- Callum Blue (VF : Emmanuel Gradi) : Brad Torrance (depuis la saison 8)

### Invités
Version française
- Société de doublage : Nice Fellow[13]
- Direction artistique : Martin Brieuc[14]
- Adaptation des dialogues : Alexis Faradi, Elizabeth Prinvault, Virginie Bocher, Coco Carré & Pierre-Edouard Dumora[14]
- Enregistrement et mixage VF : Studios O'Bahamas (Jean-Wilfried Parrini)

 Source et légende : version française (VF) sur RS Doublage ; Doublage Séries Database ; Allodoublage

## Production

### Développement
Le 12 mai 2017, le réseau Fox annonce officiellement la commande de la série, pour une première saison de treize épisodes, pour un lancement prévu lors de la mi-saison 2017/2018. La commande a été par la suite réduite à dix épisodes.
Le 15 novembre 2017, Fox annonce la date de lancement de la série au 3 janvier 2018, elle sera diffusée en duo avec la saison 11 de X-Files,.
Le 16 janvier 2018, la série a été renouvelée pour une deuxième saison de 18 épisodes.
Le 25 mars 2019, la série est renouvelée pour une troisième saison de 18 épisodes.
Le 13 avril 2020, la série est renouvelée pour une quatrième saison.
Le 17 mai 2021, la série est renouvelée pour une cinquième saison.
Le 16 mai 2022, la série est renouvelée pour une sixième saison.
Le 1er mai 2023, la série est renouvelée pour une septième saison, mais par le réseau ABC. La série dérivée, 9-1-1 Lone Star, est aussi renouvelée et reste sur le réseau Fox.
Le 2 avril 2024, la série est renouvelée pour une huitième saison par ABC.
Le 3 avril 2025, la série est renouvelée pour une neuvième saison, toujours sur ABC.

### Attribution des rôles
En mai 2017, Angela Bassett a été révélée comme la première actrice à rejoindre le casting de la série lors de l'annonce de la commande de la série. En août 2017, Peter Krause connu pour ses rôles dans Six Feet Under et Parenthood, obtient un rôle. Début octobre 2017, Connie Britton, qui a déjà joué dans différentes productions de Ryan Murphy (American Horror Story et American Crime Story) rejoint la distribution dans le rôle d'une opératrice de centre de traitement de secours,. Elle est rejointe courant octobre par Oliver Stark, Kenneth Choi, Aisha Hinds et Rockmond Dunbar qui viennent compléter la distribution principale.
En mai 2018, Jennifer Love Hewitt rejoint la distribution de la deuxième saison dans le rôle de Maddie, la sœur de Buck et nouvelle opératrice d'un centre d'appel du 9-1-1, afin de compenser le départ de Connie Britton qui ne sera plus régulière, suivie de Ryan Guzman, puis le mois suivant, Corinne Massiah et Marcanthonee Jon Reis (les enfants d'Athena et Michael) sont promus à la distribution principale.
En août 2020, John Harlan Kim est promu à la distribution principale de la quatrième saison.
En novembre 2021, Rockmond Dunbar quitte la série après le huitième épisode de la cinquième saison en raison des protocoles de protection de la pandémie de Covid-19 sur le plateau de tournage à l'encontre de ses croyances religieuses.

## Fiche technique
Sauf indication contraire, les informations mentionnées dans cette section peuvent être confirmées par la base de données cinématographiques IMDb,  présente dans la section « Liens externes ».
- Titre original : 9-1-1
- Développement : Ryan Murphy et Brad Falchuk
- Direction artistique : Brian Jewell (2019-2020), Tim Eckel (2019), Chris Hansen (2018), Ariana Nakata (2018), Rachel Robb Kondrath (2018)
- Décors : Sinead Clancy
- Costumes : Helen Huang (2018), Alayna Bell-Price (2019)
- Photographie : Gavin Kelly (2018), Duane Mieliwocki (2018-2019) et Joaquin Sedillo (2018-2020)
- Montage : Ravi Subramanian, Greg Sirota, Franzis Muller, Tom Costantino, Peggy Tachdjian
- Musique : Mac Quayle et Todd Haberman
- Casting : Eric Dawson, Carol Kritzer, Robert J. Ulrich, Eric Souliere et Shawn Dawson
- Production exécutive : Ryan Murphy, Brad Falchuk, Tim Minear, Alexis Martin Woodall (en), Bradley Buecker (en), Angela Bassett, Peter Krause
- Producteur : Lou Eyrich, Eryn Krueger Mekash, Adam Penn, Erica L. Anderson, Matthew Hodgson, Robert M. Williams Jr. et Jeff Dickerson
  - Coproducteur :
- Société de production : 20th Century Fox Television, Ryan Murphy Productions et Brad Falchuk Teley-Vision
- Sociétés de distribution (télévision) : 20th Television et 20th Century Fox Television Distribution
- Pays d'origine :  États-Unis
- Langue originale : anglais
- Format : couleur
- Genre : Série télévisée dramatique, policier, médical
- Durée d'un épisode : 42–45 minutes
- Public : Tous publics ou Déconseillé aux moins de 10 ans / 12 ans

## Liste des épisodes
| Saisons | Saisons | Nombre d'épisodes | Diffusion originale | Diffusion originale | Diffuseur |
| Saisons | Saisons | Nombre d'épisodes | Début de saison     | Fin de saison       | Diffuseur |
| ------- | ------- | ----------------- | ------------------- | ------------------- | --------- |
|         | 1       | 10                | 3 janvier 2018      | 21 mars 2018        | FOX       |
|         | 2       | 18                | 23 septembre 2018   | 13 mai 2019         | FOX       |
|         | 3       | 18                | 23 septembre 2019   | 11 mai 2020         | FOX       |
|         | 4       | 14                | 18 janvier 2021     | 24 mai 2021         | FOX       |
|         | 5       | 18                | 20 septembre 2021   | 16 mai 2022         | FOX       |
|         | 6       | 18                | 19 septembre 2022   | 15 mai 2023         | FOX       |
|         | 7       | 10                | 14 mars 2024        | 30 mai 2024         | ABC       |
|         | 8       | 18                | 26 septembre 2024   | 15 mai 2025         | ABC       |
|         | 9       | 18                | 9 octobre 2025      | NC                  | ABC       |

### Première saison (2018)
1. Le Cœur au ventre (Pilot)
2. Lâcher-prise (Let Go)
3. Notre famille (Next of Kin)
4. Jour de cauchemar (Worst Day Ever)
5. Chemin de croix (Point of Origin)
6. Les Bourreaux des cœurs (Heartbreaker)
7. Pleine lune (Full Moon (Creepy AF))
8. On n'échappe pas à son destin (Karma's a Bitch)
9. Pris au piège (Trapped)
10. Le Nouveau Moi (A Whole New You)

### Deuxième saison (2018-2019)
Elle a été diffusée du 23 septembre 2018 au 13 mai 2019.
1. Sous haute pression (Under Pressure)
2. Séisme, première partie (7.1)
3. Séisme, deuxième partie (Help Is Not Coming)
4. Le Premier Jour du reste de notre vie (Stuck)
5. Le Malheur des autres (Awful People)
6. Hallucinations (Dosed)
7. Ces fantômes qui nous hantent (Haunted)
8. Buck 2.0 (Buck, Actually)
9. Henrietta (Hen Begins)
10. C'est Noël ! (Merry Ex-Mas)
11. Nouveaux départs (New Beginnings)
12. Les Débuts de Chimney (Chimney Begins)
13. Se battre ou fuir (Fight or Flight)
14. La Panne (Broken)
15. Ocean's 9-1-1 (Ocean's 9-1-1)
16. Bobby repart de zéro (Bobby Begins Again)
17. Attention à ce que vous souhaitez (Careful What You Wish For)
18. L'Urgence de vivre (This Life We Choose)

### Troisième saison (2019-2020)
Cette saison de 18 épisodes est diffusée depuis le 23 septembre 2019 et se termine le 11 mai 2020.
1. Les Gosses d'aujourd'hui (Kids Today)
2. À la dérive (Sink or Swim)
3. Le Creux de la vague (The Searchers)
4. À fleur de peau (Triggers)
5. La Rage au ventre (Rage)
6. Monstres (Monsters)
7. Emmett (Athena Begins)
8. Défaillance (Malfunction)
9. Le Doute (Fallout)
10. Le Bon Esprit (Christmas Spirit)
11. L'Instant présent (Seize the Day)
12. Célibataire (Fools)
13. Je t'aime (Pinned)
14. Le 9-1-1 ne répond plus (The Taking of Dispatch 9-1-1)
15. Eddie (Eddie Begins)
16. Face aux regrets (The One That Got Away)
17. À terre (Powerless)
18. La vie est une si belle aventure (What's Next?)

### Quatrième saison (2021)
Elle a été diffusée du 18 janvier au 24 mai 2021 sur le réseau Fox.
Cette saison se déroule en période de pandémie de Covid-19 aux États-Unis,, mais s'accorde une certaine liberté quant aux mesures de distanciation sociale et au port du masque entre membres de la famille et employés.
1. Le monde a changé (The New Abnormal)
2. Nos liens invisibles (Alone Together)
3. Êtes-vous prêts pour le futur ? (Future Tense)
4. Le Secret (9-1-1, What's Your Grievance?)
5. Suis ta route (Buck Begins)
6. La Malédiction (Jinx)
7. Nos chers voisins (There Goes the Neighborhood)
8. Un ami sur qui compter (Breaking Point)
9. Aveuglé (Blindsided)
10. Il n'y a pas de parents parfaits (Parenthood)
11. Les Gens qui sauvent (First Responders)
12. La Chasse au trésor (Treasure Hunt)
13. Instinct (Suspicion)
14. Être forts, être unis (Survivors)

### Cinquième saison (2021-2022)
Elle est diffusée depuis le 20 septembre 2021 sur le réseau Fox. Après une pause hivernale, la saison reprend le 21 mars 2022.
1. Panique (Panic)
2. Dans le noir (Desperate Times)
3. L'Enlèvement (Desperate Measures)
4. Ceux qui reviennent et ceux qui partent (Home and Away)
5. Cocktail explosif (Peer Pressure)
6. À cœur vaillant… (Brawl in Cell Block 9-1-1)
7. Apparitions (Ghost Stories)
8. Alerte à l'hôpital (Defend in Place)
9. Franchir le pas (Past is Prologue)
10. Tous ensemble (Wrapped in Red)
11. Les Exclus (Outside Looking In)
12. Boston (Boston)
13. Terreurs (Fear-o-Phobia)
14. Coup de chance (Dumb Luck)
15. Les Signes du destin (FOMO)
16. Claudette (May Day)
17. Le Complexe du héros (Hero Complex)
18. Jamais trop tard (Starting Over)

### Sixième saison (2022-2023)
Elle est diffusée depuis le 19 septembre 2022 sur le réseau Fox.
1. Que la partie commence (Let the Games Begin)
2. Le Secret de la vie (Crash & Learn)
3. Jamais je ne t'oublierai (The Devil You Know)
4. Instinct animal (Animal Instincts)
5. Intrusion (Home Invasion)
6. Ça ira mieux demain (Tomorrow)
7. La Star maudite (Cursed)
8. À chacun son rêve (What's Your Fantasy?)
9. Le Vent qui rend fou (Red Flag)
10. Quand vient la foudre (In a Flash)
11. Le Choix de Buck (In Another Life)
12. Liberté (Recovery)
13. La Bosse des maths (Mixed Feelings)
14. Grande anxiété (Performance Anxiety)
15. Taxes mortelles (Death and Taxes)
16. Cherche et trouve (Lost & Found)
17. Il y a de l'amour dans l'air (Love is in the Air)
18. Ce qui nous relie (Pay it Forward)

### Septième saison (2024)
Cette saison de dix épisodes est diffusée du 14 mars jusqu'au 30 mai 2024 sur le réseau ABC.
1. Croisière de rêve (Abandon Ships)
2. Quand vient l'orage (Rock the Boat)
3. Tout chavire (Capsized)
4. Mon meilleur ami (Buck, Bothered and Bewildered)
5. Qui suis-je ? (You Don't Know Me)
6. Very bad Amnésie (There Goes the Groom)
7. Les Fantômes de la seconde chance (Ghost of a Second Chance)
8. Étape 9 (Step Nine)
9. Sous les cendres (Ashes, Ashes)
10. Quand tout s'effondre (All Fall Down)

### Huitième saison (2024-2025)
Cette saison de dix-huit épisodes est diffusée depuis le 26 septembre 2024 sur le réseau ABC. Après une pause hivernale, la saison continue sa diffusion du 6 mars 2025 au 15 mai 2025. 
1. Piqûre mortelle (Buzzkill)
2. Attention crash imminent ! (When the Boeing Gets Tough...)
3. Atterrissage forcé (Final Approach)
4. La Chasse aux tigres (No Place Like Home)
5. Derrière les masques (Masks)
6. Ruptures (Confessions)
7. Cœurs de feu (Hotshots)
8. Impostures (Wannabes)
9. À la recherche de Jayna (Sob Stories)
10. Captive (Voices)
11. Retrouvailles (Holy Mother of God)
12. Déconnectés (Disconnected)
13. Invisible (Invisible)
14. Virus (Sick Day)
15. Les Rats de laboratoire (Lab Rats)
16. Adieu (The Last Alarm)
17. En eau trouble (Don't Drink the Water)
18. Des vies à sauver (Seismic Shifts)

### Neuvième saison (2025-2026)
Cette saison sera diffusée à partir du 9 octobre 2025 sur le réseau ABC

## Accueil

### Audiences

#### États-Unis
Lancée en janvier 2018 aux États-Unis sur la Fox, la série a réuni pour sa saison 1 une moyenne de 10,8 millions de téléspectateurs chaque semaine en consolidé.
| Saison | Saison | Nombre d'épisodes | Jour et heure de diffusion | Diffusion aux États-Unis | Diffusion aux États-Unis | Audiences (en millions) | Audiences (en millions) | Audiences (en millions) |
| Saison | Saison | Nombre d'épisodes | Jour et heure de diffusion | Début de saison          | Fin de saison            | Première                | Finale                  | Moyenne à J+7           |
| ------ | ------ | ----------------- | -------------------------- | ------------------------ | ------------------------ | ----------------------- | ----------------------- | ----------------------- |
|        | 1      | 10                | Mercredi 21 h              | 3 janvier 2018           | 21 mars 2018             | 6.83                    | 6.63                    | 10.75                   |
|        | 2      | 18                | Lundi 21 h                 | 23 septembre 2018        | 13 mai 2019              | 9.83                    | 6.44                    | 9.86                    |
|        | 3      | 18                | Lundi 20 h                 | 23 septembre 2019        | 11 mai 2020              | 7.14                    | 7.29                    | 10.42                   |
|        | 4      | 14                | Lundi 20 h                 | 18 janvier 2021          | 24 mai 2021              | 7.19                    | 6.35                    | 9.82                    |
|        | 5      | 18                | Lundi 20 h                 | 20 septembre 2021        | 16 mai 2022              | 5.08                    | 5.55                    | 8.12                    |
|        | 6      | 18                | Lundi 20 h                 | 19 septembre 2022        | 15 mai 2023              | 4.82                    | 4.32                    | 7.12                    |
|        | 7      | 10                | Jeudi 20 h                 | 14 mars 2024             | 30 mai 2024              | 4.93                    | 5.19                    | 6.86                    |
|        | 8      | 18                | Jeudi 20 h                 | 26 septembre 2024        | 15 mai 2025              | 4.93                    | 4.05                    | NC                      |
|        | 9      | NC                | Jeudi 20 h                 | 9 octobre 2025           | NC                       | NC                      | NC                      | NC                      |

#### France
La série a démarré timidement. Le premier épisode a rassemblé 2,86 millions de curieux (12,8 % de part d'audience). Sur l'ensemble de la soirée, les trois épisodes diffusés ont réuni en moyenne 2,34 millions de téléspectateurs (13,37 % de PDA). Ce score a tout de même permis à M6 de prendre la deuxième place des audiences, derrière TF1.
La série a connu un lancement très encourageant sur M6. Face à Section de recherches. Depuis, les audiences ont faibli, en restant à un niveau correct[réf. nécessaire].
| Saison | Saison | Nombre d'épisodes | Jour et heure de diffusion | Diffusion en France | Diffusion en France | Audiences (en millions) | Audiences (en millions) | Audiences (en millions) |
| Saison | Saison | Nombre d'épisodes | Jour et heure de diffusion | Début de saison     | Fin de saison       | Première                | Finale                  | Moyenne                 |
| ------ | ------ | ----------------- | -------------------------- | ------------------- | ------------------- | ----------------------- | ----------------------- | ----------------------- |
|        | 1      | 10                | Jeudi 21 h                 | 28 mars 2019        | 25 avril 2019       | 2,86 (12,8 %)           | 2,36 (10,5 %)           | 2,19 (11,89 %)          |
|        | 2      | 18                | Jeudi 21 h                 | 25 avril 2019       | 20 juin 2019        | 2,12 (10,9 %)           | 1,91 (14,9 %)           | 2,36 (10,97 %)          |
|        | 3      | 18                | Jeudi 21 h 5               | 27 août 2020        | 22 octobre 2020     | 2,47 (12,1 %)           | 2,42 (11,3 %)           | 2,39 (11,27 %)          |
|        | 4      | 14                | Jeudi 21 h 5               | 26 août 2021        | 30 septembre 2021   | 2,84 (13,2 %)           | 2,17 (10,7 %)           | NC                      |
|        | 5      | 18                | Mardi 21 h 10              | 17 mai 2022         | 12 juillet 2022     | 1,93 (9,1 %)            | 1,43 (9 %)              | NC                      |
|        | 6      | 18                | Mardi 21 h 10              | 4 avril 2023        | 30 mai 2023         | 1,93 (8,6 %)            | 1,79 (8,6 %)            | NC                      |
|        | 7      | 10                | Mardi 21 h 10              | 27 août 2024        | 24 septembre 2024   | 1,65 (8,7%)             | 1,51 (8,3%)             | NC                      |
|        | 8      | 18                | Mardi 21 h 10              | 13 mai 2025         | 24 juin 2025        | 1,48 (7,8%)             | 1,61 (9,4%)             | NC                      |

### Accueil critique
L'agrégateur américain Rotten Tomatoes a enregistré un taux d'approbation de 70 % pour la première saison, basé sur 33 avis, avec une note moyenne de 5.86 / 10. Le consensus critique du site Web se lit comme suit : « 9-1-1 se transforme parfois en mélodrame, mais il est racheté avec une distribution de premier plan, une action qui pousse l'adrénaline et un soupçon de camp trash qui propulse la série dans un territoire de plaisirs coupables et addictif. » Metacritic, qui utilise une moyenne pondérée, a attribué une note de 60 sur 100 basée sur 21 critiques, indiquant les "avis mitigés ou moyens".
Sur Rotten Tomatoes, la deuxième saison a un taux d'approbation de 100 %, basé sur 7 avis, avec une note moyenne de 7.75 / 10.
Sur Allociné, la série a une note moyenne de 4 étoiles sur 5 basé sur 536 notes.

## Distinctions
Sauf indication contraire, les informations mentionnées dans cette section peuvent être confirmées par la base de données cinématographiques IMDb,  présente dans la section « Liens externes ».
| Année | Prix                                                               | Catégorie                                      | Nomination     | Résultat   |
| ----- | ------------------------------------------------------------------ | ---------------------------------------------- | -------------- | ---------- |
| 2021  | 47e cérémonie des People's Choice Awards                           | Meilleur star à la télévision                  | Angela Bassett | Nomination |
| 2021  | 47e cérémonie des People's Choice Awards                           | Meilleure actrice à la télévision              | Angela Bassett | Nomination |
| 2021  | 47e cérémonie des People's Choice Awards                           | Meilleure série dramatique                     | 9-1-1          | Nomination |
| 2021  | 52e cérémonie des NAACP Image Awards                               | Meilleur actrice dans une série dramatique     | Angela Bassett | Nomination |
| 2021  | 1er Critics' Choice Super Awards                                   | Meilleur série d'action                        | 9-1-1          | Nomination |
| 2021  | 1er Critics' Choice Super Awards                                   | Meilleur actrice dans une série d'action       | Angela Bassett | Lauréat    |
| 2020  | 51e cérémonie des NAACP Image Awards                               | Meilleure actrice dans une série dramatique    | Angela Bassett | Lauréat    |
| 2019  | Young Entertainer Awards                                           | Meilleur jeune acteur invité - Série télévisée | Connor Dean    | Nomination |
| 2019  | 21e cérémonie des Teen Choice Awards                               | Meilleur acteur dans une série dramatique      | Oliver Stark   | Nomination |
| 2019  | 17e cérémonie des African-American Film Critics Association Awards | Meilleure performance féminine                 | Angela Bassett | Lauréat    |
| 2019  | 19e cérémonie des Black Reel Awards                                | Meilleure actrice dans une série dramatique    | Angela Bassett | Nomination |
| 2018  | 18e cérémonie des BET Awards                                       | Meilleure actrice                              | Angela Bassett | Nomination |
| 2018  | 20e cérémonie des Teen Choice Awards                               | Meilleure nouveauté à la télévision            | 9-1-1          | Nomination |
| 2018  | 20e cérémonie des Teen Choice Awards                               | Meilleure révélation                           | Oliver Stark   | Nomination |

## Série dérivée
Le 12 mai 2019, la Fox commande une série spin-off qui se déroule à Austin au Texas. La série suit un pompier venant de New York qui, avec son fils, s’installe à Austin et doit essayer de préserver l’équilibre entre vouloir sauver les plus vulnérables et de résoudre les problèmes de sa vie personnelle. Le personnage principal sera joué par Rob Lowe.
D'après certaines sources, Ryan Murphy souhaiterait faire de 9-1-1 une franchise, équivalente à Chicago de Dick Wolf diffusée sur NBC.

### Revue de presse
- Julia Baudin, « 9-1-1 : la série à voir de toute urgence. La nouvelle série du créateur de Glee débarque sur M6 et plonge le spectateur dans le quotidien des urgences », TV Magazine no 1677, Le Figaro, Paris, 24 mars 2019, p. 6